# Adam Byström Johansson
Johan Adam Byström Johansson, född 2 mars 1996 i Munkfors, Värmlands län, är en svensk professionell ishockeyspelare. Hans moderklubb är IFK Munkfors.